# 柳京洙
柳京洙（1915年—1958年11月19日）朝鲜民主主义人民共和国军人、政治人物，朝鲜战争期间任朝鲜人民军第105装甲师师长（该师至今仍以其命名为“近卫汉城柳京守105坦克师”，：／），游击队派。1951年1月接替金光侠担任朝鲜人民军第3军军长；1958年担任朝鲜人民军第2军军长。妻子为朝鲜革命博物馆馆长黄顺姬。